# Kim Hye-soo
Kim Hye-soo (Hangul: 김혜수; Busan, 5 de septiembre de 1970) es una actriz coreana. Es más conocida por sus interpretaciones en películas como Tazza: The High Rollers (2006), The Thieves (2012), Coin Locker Girl (2015), y Familyhood (2016), así como en la serie televisiva Signal (2016).

## Biografía
Habla cinco lenguas: coreano, inglés, español, japonés y chino.
Tiene un título en teatro y cine de la Universidad Dongguk, así como una maestría en periodismo y comunicaciones de la Universidad Sungkyunkwan donde también enseñó artes escénicas como profesora adjunta en 2001.
Salió con el actor surcoreano Yoo Hae-jin, pero la relación finalizó en 2011.

## Carrera
Además de actuar, Hye-soo es una artista, demostrando su arte pop en el Seoul Open Art Fair, una de sus pinturas de collage fue vendida por ₩5 millones, el dinero fue donado a la caridad.
El 21 de febrero de 2020 se unió al elenco principal de la serie Hienas, donde interpretó a Jung Geum-ja, una abogada que ignora las leyes y la moral con tal de ganar sus casos, hasta el final de la serie el 11 de abril del mismo año.
En noviembre del mismo año se anunció que estaba en conversaciones para unirse al elenco principal de la serie Tribunal de menores, con el papel de una jueza que odia a los delincuentes juveniles y es destinada precisamente en un tribunal de menores.
En diciembre del mismo año se anunció que estaba en conversaciones para unirse al elenco de la película Smugglers,que se estrenó en julio de 2023 con gran éxito de taquilla.
En julio de 2021 se anunció que estaba en conversaciones para unirse al elenco de la serie Bajo el paraguas de la reina, en la cual interpreta el personaje de Im Hwa-ryung, la madre de los príncipes alborotadores y la esposa de un gran rey. Es una reina espinosa, sensible y de mal genio cuyo mayor interés es colocar a uno de sus hijos en el trono de Joseon.
Tras dos años de pausa, volvió a la televisión para protagonizar la comedia de acción e intriga Sin máscaras, donde es una periodista de investigación que trata de resolver casos abandonados por la policía.

## Filmografía

### Series de televisión
| Año     | Título                       | Rol                      | Canal   | Notas                      | Ref.          |
| ------- | ---------------------------- | ------------------------ | ------- | -------------------------- | ------------- |
| 1988    | Sun Shim-yi                  | Sun Shim-yi              | KBS     |                            |               |
| 1989    | Senoya                       |                          | KBS     |                            |               |
| 1990    | Fun World                    | Seo Byung-sook           | MBC     |                            |               |
| 1991    | Rosy Life                    | Chae Jeong-seo           | MBC     |                            |               |
| 1993    | Pilot                        | Lee Ji-won               | MBC     |                            |               |
| 1994    | Song of a Blind Bird         | Seok Kyung               | MBC     |                            |               |
| 1994    | Tokkaebiga Ganda             |                          | SBS     |                            |               |
| 1994-98 | Partner                      | Hae-soon                 | MBC     |                            |               |
| 1995    | Love Pro, Marriage Amateur   | Seo Ye-hee               | MBC     |                            |               |
| 1995    | The Basics of Romance        | Il-young                 | MBC     |                            |               |
| 1996    | Oxtail Soup                  |                          | SBS     |                            |               |
| 1996    | Scent of Apple Blossoms      | Seo Kyung-joo            | MBC     |                            |               |
| 1997    | Revenge and Passion          | Jung Mi-kyung            | MBC     |                            |               |
| 1999    | Did We Really Love?          | Lee Shin-young           | MBC     |                            |               |
| 1999    | Kuk-hee                      | Min Kuk-hee              | MBC     |                            |               |
| 2000    | Golden Era                   | Kim/Choi Hee-kyung       | MBC     |                            |               |
| 2002    | Jang Hee-bin                 | Hui-bin Jang             | KBS2    |                            | [ 22 ]        |
| 2005    | Han River Ballad             | Yoon Ga-young            | MBC     |                            |               |
| 2009    | Style                        | Park Ki-ja               | SBS     |                            |               |
| 2010    | Home Sweet Home              | Kim Jin-seo              | MBC     |                            |               |
| 2011    | Flower Boy Ramen Shop        | Lectora del tarot        | tvN     | Cameo, ep. 1               | [ 23 ]        |
| 2013    | The Queen of Office          | Miss Kim / Kim Jeom-seon | KBS2    |                            |               |
| 2016    | Signal                       | Cha Soo-hyun             | tvN     |                            |               |
| 2017    | Dr. Romantic                 | Lee Young-jo             | SBS     | Cameo, ep. 20-21; precuela | [ 24 ]        |
| 2020    | Hienas                       | Jung Geum-ja             | SBS     |                            | [ 14 ] [ 25 ] |
| 2022    | Tribunal de menores          | Shim Eun-seok            | Netflix | Serie web                  | [ 26 ] [ 27 ] |
| 2022    | Bajo el paraguas de la reina | Reina Im Hwa-ryeong      | tvN     |                            | [ 28 ] [ 29 ] |
| 2025    | Sin máscaras                 | Oh So-ryong              | Disney+ | Serie web                  | [ 30 ] [ 31 ] |

### Películas
| Año  | Título                                   | Rol                  |
| ---- | ---------------------------------------- | -------------------- |
| 1986 | Ggambo                                   |                      |
| 1986 | My Daughter Saved from the Mire, Part II |                      |
| 1988 | Grown-ups Just Don't Understand          |                      |
| 1988 | That Last Winter                         | Young-ae             |
| 1990 | Oseam                                    |                      |
| 1991 | Lost Love                                |                      |
| 1993 | First Love                               | Park Young-shin      |
| 1994 | I Wish for What is Forbidden             |                      |
| 1994 | Life and Death of the Hollywood Kid      |                      |
| 1994 | Blue Seagull                             |                      |
| 1995 | Dr. Bong                                 |                      |
| 1995 | The Eternal Empire                       |                      |
| 1995 | Bitter and Sweet                         |                      |
| 1997 | Change                                   | Ko Eun-bi            |
| 1997 | Mister Condom                            |                      |
| 1998 | Too Tired to Die                         | Anouk                |
| 1998 | Tie a Yellow Ribbon                      |                      |
| 1999 | Doctor K                                 | Dr. Pyo Ji-soo       |
| 2001 | Kick the Moon                            | Min Ju-ran           |
| 2002 | Three (segmento "Memories")              | esposa               |
| 2002 | YMCA Baseball Team                       | Min Jong-rim         |
| 2004 | Hypnotized                               | Ji-su                |
| 2005 | The Red Shoes                            | Sun-jae              |
| 2006 | Tazza: The High Rollers                  | Madam Jeong          |
| 2007 | A Good Day to Have an Affair             | Dew                  |
| 2007 | Shim's Family (Skeletons in the Closet)  | Mi-kyung             |
| 2007 | Eleventh Mom                             | Woman                |
| 2008 | Modern Boy                               | Jo Nan-sil           |
| 2008 | Forgiveness                              | Documental narradora |
| 2010 | Villain and Widow                        | Hyun-joo             |
| 2012 | The Thieves                              | Pepsee               |
| 2013 | The Face Reader                          | Yeon-hong            |
| 2015 | Coin Locker Girl                         | Ma Woo-hee ("Madre") |
| 2016 | Familyhood                               | Joo-yeon             |
| 2017 | A Special Lady                           | Na Hyun-jung         |
| 2018 | Sovereign Default                        | Han Shi-hyeon        |
| 2020 | The Day I Died: Unclosed Case            | Hyun-soo             |
| 2023 | Smugglers                                | [ 32 ] [ 33 ]        |

### Apariciones en programas
| Año  | Programa                                 | Notas                                  |
| ---- | ---------------------------------------- | -------------------------------------- |
| 2022 | Unexpected Business 2 (Boss by Chance 2) | invitada                               |
| 2016 | Infinite Challenge                       | 2 episodios - (Ep. 496-497) - invitada |

### Presentadora
| Año  | Evento                       | Notas                                  |
| ---- | ---------------------------- | -------------------------------------- |
| 2021 | 42nd Blue Dragon Film Awards | copresentadora - junto a Yoo Yeon-seok |
| 2020 | 41st Blue Dragon Film Awards | copresentadora - junto a Yoo Yeon-seok |
| 2019 | 40th Blue Dragon Film Awards | copresentadora - junto a Yoo Yeon-seok |
| 2018 | 39th Blue Dragon Film Awards | copresentadora - junto a Yoo Yeon-seok |
| 2016 | 37th Blue Dragon Film Awards | copresentadora - junto a Yoo Jun-sang  |
| 2015 | 36th Blue Dragon Film Awards | copresentadora - junto a Yoo Jun-sang  |
| 2014 | 35th Blue Dragon Film Awards | copresentadora - junto a Yoo Jun-sang  |
| 2013 | 34th Blue Dragon Film Awards | copresentadora - junto a Yoo Jun-sang  |
| 2012 | 33rd Blue Dragon Film Awards | copresentadora - junto a Yoo Jun-sang  |

### Revistas / sesiones fotográficas
| Año  | Título        | Notas                                                                                                |
| ---- | ------------- | --- |
| 2013 | InStyle Korea | junto a Won Bin, Lee Byung-hun, Ahn Sung-ki, Lee Bo-young y Kim Rae-won - (publicación de diciembre) |

## Discografía
| Año  | Canción                   | Notas                   |
| ---- | ------------------------- | ----------------------- |
| 2008 | "Why Don't You Do Right?" | Modern Boy OST          |
| 2008 | "Blues of Colors"         | Modern Boy OST          |
| 2008 | "개여울" (Japanese Ver.)  | Modern Boy OST          |
| 2013 | "Love is"                 | The Queen of Office OST |

## Apoyo a beneficencia
El 7 de marzo de 2022 se anunció que había realizado una donación de 100 millones de won (aproximadamente US$ 82 175) a la Asociación Hope Bridge de National Disaster Relief, que ayudará a proporcionar kits de ayuda de emergencia y cubrirán los gastos de varios otros artículos necesarios para las víctimas y para realizar rescates del incendio forestal que se salió de control en Gangwon y Gyeongsangbuk-do.

## Controversias
En 2013 admitió haber plagiado la tesis de su maestro "Un Estudio sobre la Comunicación del Actor," con partes copiadas textualmente de al menos cuatro libros diferentes. Pidió disculpas por sus acciones.

## Premios y nominaciones
| Año  | Premio                                                     | Categoría                                    | Nominación                    | Resultado | Ref.                 |
| ---- | ---------------------------------------------------------- | -------------------------------------------- | ----------------------------- | --------- | -------------------- |
| 1987 | 23rd Baeksang Arts Awards                                  | mejor actriz revelación (cine)               | Ggambo                        | Ganadora  |                      |
| 1988 | KBS Drama Awards                                           | mejor actriz revelación                      | Sun Shim-yi                   | Ganadora  |                      |
| 1991 | 27th Baeksang Arts Awards                                  | Actriz Más Popular (TV)                      | Fun World                     | Ganadora  |                      |
| 1993 | 31st Grand Bell Awards                                     | mejor actriz                                 | First Love                    | Nominada  |                      |
| 1993 | 14th Blue Dragon Film Awards                               | mejor actriz                                 | First Love                    | Ganadora  |                      |
| 1995 | 31st Baeksang Arts Awards                                  | Actriz Más Popular (cine)                    | The Eternal Empire            | Ganadora  |                      |
| 1995 | 16th Blue Dragon Film Awards                               | mejor actriz                                 | Dr. Bong                      | Ganadora  |                      |
| 1995 | MBC Drama Awards                                           | premio alta excelencia, actriz               | Love and Marriage             | Ganadora  |                      |
| 1996 | 32nd Baeksang Arts Awards                                  | mejor actriz (TV)                            | Oxtail Soup                   | Ganadora  |                      |
| 1996 | 34th Grand Bell Awards                                     | mejor actriz                                 | Dr. Bong                      | Nominada  |                      |
| 1996 | MBC Drama Awards                                           | premio alta excelencia, actriz               | Partner                       | Nominada  |                      |
| 1996 | MBC Drama Awards                                           | Grand Prize (Daesang)                        | Partner                       | Ganadora  |                      |
| 1999 | 12th Grimae Awards                                         | mejor actriz                                 | Kuk-hee                       | Ganadora  |                      |
| 1999 | MBC Drama Awards                                           | mejor actriz (TV )                           | Kuk-hee                       | Ganadora  |                      |
| 1999 | MBC Drama Awards                                           | premio alta excelencia, actriz               | Kuk-hee                       | Ganadora  |                      |
| 2003 | KBS Drama Awards                                           | premio alta excelencia, actriz               | Jang Hee-bin                  | Nominada  |                      |
| 2003 | KBS Drama Awards                                           | Grand Prize (Daesang)                        | Jang Hee-bin                  | Ganadora  |                      |
| 2004 | 12th Chunsa Film Art Awards                                | mejor actriz                                 | Hypnotized                    | Ganadora  | [ 44 ]               |
| 2004 | 25th Blue Dragon Film Awards                               | mejor actriz                                 | Hypnotized                    | Nominada  |                      |
| 2004 | 3rd Korean Film Awards                                     | mejor actriz                                 | Hypnotized                    | Nominada  |                      |
| 2004 | MBC Drama Awards                                           | excelencia, actriz                           | Han River Ballad              | Ganadora  |                      |
| 2005 | 41st Baeksang Arts Awards                                  | mejor actriz (cine)                          | Hypnotized                    | Ganadora  | [ 45 ]               |
| 2005 | 42nd Grand Bell Awards                                     | mejor actriz                                 | Hypnotized                    | Ganadora  | [ 46 ]               |
| 2005 | 4th Korean Film Awards                                     | mejor actriz                                 | The Red Shoes                 | Nominada  |                      |
| 2005 | Dong-A TV Fashion Beauty Awards                            | Fashion Icon Award                           | —                             | Ganadora  |                      |
| 2006 | Pyeongtaek Film Festival                                   | mejor actriz actual                          | Tazza: The High Rollers       | Ganadora  |                      |
| 2006 | 14th Chunsa Film Art Awards                                | Premio de popularidad                        | Tazza: The High Rollers       | Ganadora  |                      |
| 2006 | 14th Chunsa Film Art Awards                                | mejor actriz                                 | Tazza: The High Rollers       | Ganadora  |                      |
| 2006 | 43rd Grand Bell Awards                                     | mejor actriz                                 | The Red Shoes                 | Nominada  |                      |
| 2006 | 27th Blue Dragon Film Awards                               | Popular Star Award                           | Tazza: The High Rollers       | Ganadora  | [ 47 ]               |
| 2006 | 27th Blue Dragon Film Awards                               | mejor actriz                                 | Tazza: The High Rollers       | Ganadora  | [ 47 ]               |
| 2006 | 23rd Korea Best Dresser Swan Awards                        | mejor vestida, categoría actriz de cine      | —                             | Ganadora  |                      |
| 2007 | 4th Max Movie Awards                                       | mejor actriz                                 | Tazza: The High Rollers       | Nominada  |                      |
| 2007 | 1st Asian Film Awards                                      | mejor actriz                                 | Tazza: The High Rollers       | Nominada  |                      |
| 2007 | 43rd Baeksang Arts Awards                                  | mejor actriz (cine)                          | Tazza: The High Rollers       | Nominada  |                      |
| 2007 | Newport Beach Film Festival                                | mejor actriz, premio del jurado              | Tazza: The High Rollers       | Ganadora  | [ 48 ]               |
| 2007 | Korea Movie Star Awards                                    | mejor actriz                                 | Tazza: The High Rollers       | Ganadora  |                      |
| 2007 | 44th Grand Bell Awards                                     | mejor actriz                                 | Tazza: The High Rollers       | Nominada  |                      |
| 2007 | 8th Korea Visual Arts Festival                             | más fotogenica                               | Tazza: The High Rollers       | Ganadora  |                      |
| 2007 | 6th Korean Film Awards                                     | mejor actriz                                 | Tazza: The High Rollers       | Nominada  |                      |
| 2008 | 2nd Asian Film Awards                                      | mejor actriz de reparto                      | Skeletons in the Closet       | Nominada  |                      |
| 2009 | 2nd Style Icon Awards                                      | mejor actriz (TV)                            | Style                         | Ganadora  | [ 49 ]               |
| 2009 | 2nd Style Icon Awards                                      | Icono del año                                | —                             | Ganadora  | [ 49 ]               |
| 2009 | SBS Drama Awards                                           | Top 10 Stars                                 | Style                         | Ganadora  | [ 50 ]               |
| 2009 | SBS Drama Awards                                           | premio alta excelencia, actriz               | Style                         | Nominada  | [ 50 ]               |
| 2011 | 48th Grand Bell Awards                                     | mejor actriz                                 | Villain and Widow             | Nominada  |                      |
| 2011 | 32nd Blue Dragon Awards                                    | Popular Star Award                           | Villain and Widow             | Ganadora  | [ 51 ]               |
| 2011 | 32nd Blue Dragon Awards                                    | mejor actriz                                 | Villain and Widow             | Nominada  | [ 51 ]               |
| 2012 | 20th Korean Culture and Entertainment Awards               | premio alta excelencia, actriz de cine       | The Thieves                   | Ganadora  |                      |
| 2013 | 7th Asian Film Awards                                      | mejor actriz de reparto                      | The Thieves                   | Nominada  |                      |
| 2013 | 8th Mnet 20's Choice Awards                                | 20's Drama Star - Femenino                   | The Queen of Office           | Nominada  |                      |
| 2013 | 34th Blue Dragon Film Awards                               | mejor actriz de reparto                      | The Face Reader               | Nominada  |                      |
| 2013 | 6th Korea Drama Awards                                     | Grand Prize (Daesang)                        | The Queen of Office           | Nominada  |                      |
| 2013 | 2nd APAN Star Awards                                       | premio alta excelencia                       | The Queen of Office           | Nominada  |                      |
| 2013 | 21st Korean Culture and Entertainment Awards               | Grand Prize (Daesang) de Drama               | The Queen of Office           | Ganadora  |                      |
| 2013 | KBS Drama Awards                                           | mejor pareja junto a Oh Ji-ho                | The Queen of Office           | Ganadora  | [ 52 ]               |
| 2013 | KBS Drama Awards                                           | premio a la excelencia, Actriz de miniseries | The Queen of Office           | Nominada  | [ 52 ]               |
| 2013 | KBS Drama Awards                                           | premio alta excelencia, Actriz               | The Queen of Office           | Nominada  | [ 52 ]               |
| 2013 | KBS Drama Awards                                           | Grand Prize (Daesang)                        | The Queen of Office           | Ganadora  | [ 52 ]               |
| 2014 | 9th Max Movie Awards                                       | mejor actriz de reparto                      | The Face Reader               | Nominada  |                      |
| 2014 | 9th Max Movie Awards                                       | mejor actriz                                 | The Face Reader               | Nominada  |                      |
| 2014 | 50th Baeksang Arts Awards                                  | mejor actriz(TV)                             | The Queen of Office           | Nominada  |                      |
| 2015 | 10th APN Awards                                            |                                              | Coin Locker Girl              | Ganadora  | [ 53 ] [ 54 ] [ 55 ] |
| 2015 | 35th Golden Cinema Festival                                | mejor actriz                                 | Coin Locker Girl              | Ganadora  | [ 56 ]               |
| 2015 | 24th Buil Film Awards                                      | mejor actriz                                 | Coin Locker Girl              | Nominada  |                      |
| 2015 | 35th Korean Association of Film Critics Awards             | mejor actriz                                 | Coin Locker Girl              | Ganadora  | [ 57 ]               |
| 2015 | 52nd Grand Bell Awards                                     | mejor actriz                                 | Coin Locker Girl              | Nominada  |                      |
| 2015 | 36th Blue Dragon Film Awards                               | mejor actriz                                 | Coin Locker Girl              | Nominada  |                      |
| 2015 | 2nd Korean Film Producers Association Awards               | mejor actriz                                 | Coin Locker Girl              | Ganadora  | [ 58 ]               |
| 2016 | 11th Max Movie Awards                                      | mejor actriz                                 | Coin Locker Girl              | Nominada  |                      |
| 2016 | 21st Chunsa Film Art Awards                                | mejor actriz                                 | Coin Locker Girl              | Ganadora  | [ 59 ]               |
| 2016 | 52nd Baeksang Arts Awards                                  | mejor actriz (cine)                          | Coin Locker Girl              | Nominada  | [ 60 ]               |
| 2016 | 52nd Baeksang Arts Awards                                  | mejor actriz (TV)                            | Signal                        | Ganadora  | [ 60 ]               |
| 2016 | 5th APAN Star Awards                                       | premio alta excelencia, actriz de miniseries | Signal                        | Nominada  |                      |
| 2016 | 25th Buil Film Awards                                      | mejor actriz                                 | Familyhood                    | Nominada  |                      |
| 2016 | tvN10 Awards                                               | mejor actriz                                 | Signal                        | Ganadora  | [ 61 ]               |
| 2016 | 1st Asia Artist Awards                                     | Grand Prize (Daesang)                        | Signal                        | Nominada  |                      |
| 2016 | 37th Blue Dragon Film Awards                               | mejor actriz                                 | Familyhood                    | Nominada  |                      |
| 2017 | 53rd Baeksang Arts Awards                                  | mejor actriz (cine)                          | Familyhood                    | Nominada  |                      |
| 2019 | 40th Blue Dragon Film Award                                | mejor actriz                                 | Default                       | Nominada  | [ 62 ]               |
| 2020 | 2nd Asia Contents Awards Busan International Film Festival | mejor actriz                                 | -                             | Nominada  | [ 63 ]               |
| 2020 | 2nd Asia Contents Awards Busan International Film Festival | premio a la excelencia                       | -                             | Ganadora  | [ 64 ] [ 65 ]        |
| 2020 | 7th APAN Star Award                                        | Daesang (Grand Prize)                        | Hyena                         | Nominada  |                      |
| 2021 | 57th Baeksang Arts Award                                   | mejor actriz (cine)                          | The Day I Died: Unclosed Case | Nominada  | [ 66 ]               |
| 2021 | 2021 Blue Dragon FIlm Award                                | mejor actriz (cine)                          | The Day I Died: Unclosed Case | Pendiente | [ 67 ]               |
| 2022 | 58th Baeksang Arts Award                                   | mejor actriz                                 | Tribunal de menores           | Pendiente | [ 68 ] [ 69 ] [ 70 ] |